# David Draiman
David Michael Draiman (Nueva York, 13 de marzo de 1973) es un cantante estadounidense, líder de la banda de heavy metal Disturbed y de Device, de Chicago, Illinois. Nació en una familia judía ortodoxa.  
Es uno de los seis artistas que participaron en la banda sonora de la película Queen of the Damned, junto con Jonathan Davis de KoRn, Wayne Static de Static-X, Jay Gordon de Orgy, Chester Bennington de Linkin Park, y Marilyn Manson. Se distingue por su voz distorsionada y estilo de canto rítmico; figura en el puesto número 42 en la clasificación de los 100 mejores vocalistas de la historia del Heavy Metal "Hit Parader" (2006)

## Influencias musicales
Draiman dijo, "el primer disco que yo compré era Destroyer de Kiss. Y esas bandas clásicas como Black Sabbath eran mis primeros amores ... me enfoqué en bandas de metal seminales como Metallica, Iron Maiden, Pantera y Queensrÿche".
Draiman continua, "Pero yo también podía apreciar a las bandas de hair metal - Cuando escuchas a Whitesnake, no puedes negar su grandeza. Luego fui a la dirección del punk y el new wave, grupos como Sex Pistols, The Ramones, The Misfits y posteriormente The Smiths y The Cure - esos eran mis años 80".
"Y luego cuando la revolución del grunge ocurrió, era como un llamado para despertar. Nunca olvidaré el obtener mis primeros discos de Nirvana, Soundgarden y Alice in Chains".

## Biografía
Draiman nació de padres judíos en el distrito de Brooklyn de la ciudad de Nueva York el 13 de marzo de 1973. Él no es practicante. David Brinn, editor jefe en el Jerusalem Post, lo definió como un "insolente judío". Políticamente, se declara libertarista. Tiene un hermano menor, Benjamin "Ben" Draiman, que hace música folk rock y ambient. 
Asistió a cinco escuelas diurnas judías, incluida The Valley Torah High School en Los Ángeles, donde formó su primera banda; la escuela secundaria Fasman Yeshiva en Skokie (Illinois), un suburbio cercano al norte de Chicago.; y el Instituto de Wisconsin para el Estudio de la Torá en Milwaukee. Los años académicos de 1991 y de 1992 los pasó en la Neveh Zion Yeshiva en Telz Stone, Jerusalén. Tras regresar a EE. UU. en 1992, Draiman comenzó sus estudios de pregrado en Derecho en la  Universidad Loyola de Chicago y en 1996 se graduó en administración comercial, ciencias políticas y filosofía. Tras graduarse, trabajó como auxiliar administrativo en un centro sanitario en el Ambassador Nursing and Rehab Center de Chicago.

## Trayectoria
Draiman se convirtió en el vocalista de la banda de heavy metal Disturbed cuando su vocalista original abandonó el grupo en 1996, dos años después de que se formara con otro nombre. Se presentó a una audición y le pidieron que se uniera a la banda tras responder a un anuncio que los otros miembros habían publicado en una revista musical local de Chicago, que, según reveló más tarde, era una de las 20 audiciones para otras bandas a las que había asistido ese mes. El guitarrista Dan Donegan dijo de la audición de Draiman: "De todos los cantantes con los que habíamos hablado o a los que habíamos hecho audiciones, él era el único que estaba dispuesto a hacer originales. Y eso me impresionó, sólo por intentarlo... Yo tocaba la guitarra y sonreía de oreja a oreja. Estaba muy emocionado. Sentí un escalofrío".
Draiman ha escrito algunos de los sencillos de más éxito de Disturbed, como "Stupify", "Down with the Sickness", "Indestructible" e "Inside the Fire".
En 2003, empezará su propia etiqueta del registro, Intoxication Records, junto con el miembro/guitarrista de la banda, Dan Donegan, y el baterista, Mike Wengren.
En 2006, ocupó el puesto 42 en la lista de Hit Parader de los "100 mejores vocalistas de metal de todos los tiempos".
El 25 de septiembre de 2011 se casó con su novia Lena Yada. Después de un embarazo de riesgo que hizo que Draiman interrumpiera una gira de conciertos con los Device, el 12 de septiembre de 2013 nació Samuel Isamu Draiman. En 2013, produjo el álbum Vengeance Falls de Trivium.
En el 2014 después de una tregua durante la Operación Margen Protector del ejército israelí contra la franja de Gaza, Draiman publicó en Twitter una larga carta en la que acusaba a algunos medios estadounidenses (CNN, BBC, Reuters y MSNBC) de propagar una imagen de Israel, "sesgada, difamatoria y errónea", acusándolos además de "hacer preparativos para un nuevo Holocausto". El resto de la carta cuenta brevemente lo que sus abuelos sufrieron en la Alemania nazi, una serie de acusaciones contra Hamás y un intento de desmentir lo que Drainman califica de "mitos" sobre Israel, afirmando que él considera que la oposición al sionismo y el antisemitismo son lo mismo, y concluye agradeciendo a los Estados Unidos el apoyo a Israel durante todos estos años. Disturbed regresó con el álbum Immortalized en 2015 y Evolution en 2018.

## Voz

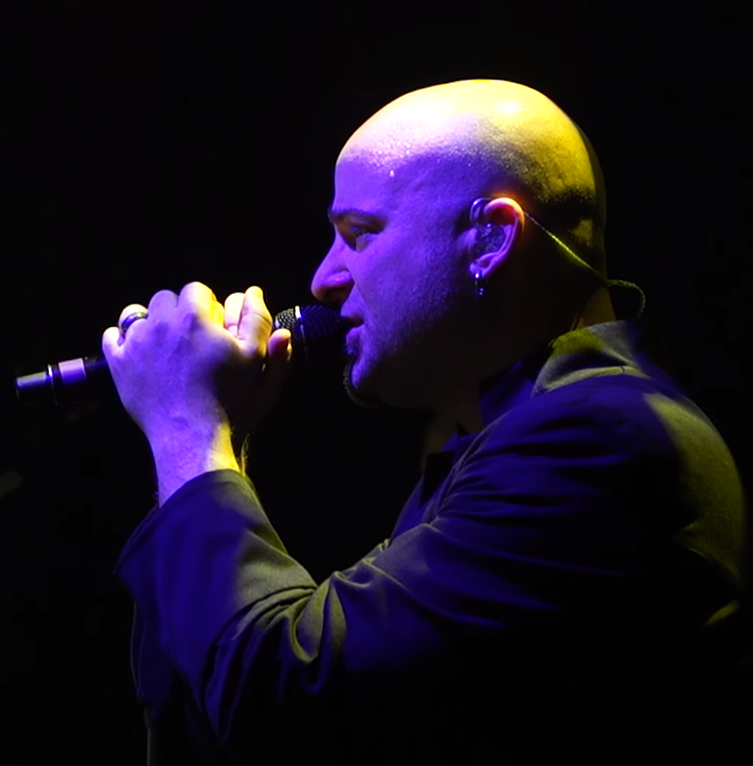
David Draiman interpretando el tema "The Sound of Silence" en Canadá, 2016

David Draiman tiene una voz muy peculiar y difícil de alcanzar cantando naturalmente; en todos sus discos ha demostrado tener distintos tipos de voces, desde melódicas hasta agresivas rasposas. Demuestra meter un cambio de voz en cada disco, siendo esto y su variedad de voces lo que lo pone en el lugar número 42 de los 100 mejores vocalistas de metal de todos los tiempos según Hit Parader.
The Sickness (2000): En este disco, David debuta mostrando voces agresivas y rasgantes agudas, haciendo de este disco el más agresivo de Disturbed, sonando a Nu Metal. Los más claros ejemplo podrían ser Down With The Sickness, Voices, The Game, Violence fetish y Conflict[cita requerida]
Believe (2002): Este es el disco de voz más melódica y pasiva de toda su discografía, haciendo contraste con su disco anterior trayendo una voz suave aunque en varias canciones mezclada con su voz distinitiva más rasposa, ejemplos serían Believe, Remember y Darkness, aunque todo el disco (a excepción de Prayer y Liberate) llevan una voz pasiva y a veces mezclada[cita requerida]
Ten Thousand Fists (2005): Este es el disco en el que más variedad de voz se le distingue, ya que trae varias tonalidades de voz (menos las más agresivas) teniendo contrastes distintas canciones[cita requerida]
Indestructible (2008): Este es el segundo disco más agresivo después de The Sickness, aquí regresa con voces agresivas similares a las de su primer disco pero ahora en un sonido más Heavy Metal y recudiendo el número de canciones con ese tipo de voz, también hay canciones con voz más natural (con ciertos tonos agresivos en su voz) ejemplos de canciones con su voz rasposa y agresiva son Deceiver y Enough, en las que se puede ver el cambio del Nu de su primer disco al Heavy de este disco y ejemplos de voz más natural son Inside The Fire e Indestructible[cita requerida]
Asylum (2010): En Asylum deja de lado los tonos agudos y toma una voz más grave creando cantos graves y agresivos, esto básicamente se puede notar en todas las canciones del disco y más si se compara con las voces de sus anteriores discos[cita requerida]
The Lost Children (2012):  este disco es recopilatorio de las caras B de sus discos anteriores, se aprecia la mezcla de todos sus estilos, las únicas canciones creadas para el disco son Hell y Mine, en las cuales se encuentra una voz con un tono ligeramente agresivo.[cita requerida]
Device (2013): David, al llegar a Device toma otra forma de canto, menos agresiva y más melódica, dejando de lado los gritos agresivos y tonos rasposos, ejemplos de su voz en Device serían las canciones You Think You Know, Vilify y Haze. Realizó Device con el apoyo de varios artistas de este género de música.[cita requerida]

## Discografía
Disturbed
- Demo (1998)
- The Sickness (2000)
- Believe (2002)
- Ten Thousand Fists (2005)
- Indestructible (2008)
- Asylum (2010)
- The Lost Children (2011)
- Immortalized (2015)
- Evolution (2018)
- Divisive (2022)

Device
- Device (2013)

Como invitado
| Año  | Canción                        | Artista       | Álbum                               |
| ---- | ------------------------------ | ------------- | ----------------------------------- |
| 2002 | «Forsaken»                     | David Draiman | Banda sonora de Queen of the Damned |
| 2013 | «Dance In The Rain»            | Megadeth      | Super Collider                      |
| 2013 | «Here's To Us (Guest Version)» | Halestorm     | The Strange Case Of...              |

## Polémica sobre su apoyo al asedio de la franja de Gaza por parte de Israel
A principios de junio de 2024, David Draiman recibió un premio conjunto del Jerusalem Post y la Organización Sionista Mundial. La ceremonia de entrega tuvo lugar el 3 de junio de 2024 durante la Conferencia Anual del Jerusalem Post en Nueva York.
Poco después de eso, el músico generó una gran controversia al publicar en su cuenta de Instagram una imagen en la que aparece firmando un proyectil de artillería del ejército israelí con la frase "F**k Hamas" durante una visita a una base militar en Israel. 
Medios como Nu Metal Agenda calificaron el gesto como una “deshumanización” de las víctimas del conflicto, señalando la contradicción entre este acto y las letras antiguerra presentes en la discografía de Disturbed.
La polémica también tuvo repercusiones en eventos posteriores. En el festival Knotfest Chile en 2024, la imagen de propaganda prosionista de Draiman firmando proyectiles y posando sobre tanques con su mujer y el ejército generó tensiones, y la organización del evento tuvo que prohibir el ingreso de banderas palestinas debido a las posibles protestas.
Draiman fue abucheado durante su aparición en el concierto "Back to the Beginning" en julio de 2025, relacionado con su apoyo a Israel durante la guerra de Gaza. Draiman atribuyó los abucheos a "unos cuantos imbéciles que odian a los judíos" y afirmó: "Sigo siendo, sin disculparme, un judío fervientemente proisraelí". Calificó de "vergonzoso" a su compañero músico Tom Morello por elogiar al grupo de hip-hop irlandés Kneecap, afirmando que Morello era "una señal de virtud para quienes apoyan el terrorismo e incitan al odio contra los judíos". Draiman afirmó: "Todas las vidas inocentes perdidas en este conflicto se deben a que Hamás utiliza a su propio pueblo como carne de cañón". Kneecap respondió: "No nos importa la religión de nadie... firmar bombas para asesinar niños y familias ajenas te convierte en un completo imbécil".